# Sondalo
Sondalo (lombardul: Sondel) település Olaszországban, Sondrio megyében. Lakosainak száma 3911 fő (2023. január 1.). Sondalo Grosio, Valdisotto, Valfurva, Vezza d’Oglio és Ponte di Legno községekkel határos.

## Népesség
A település népességének változása:
| Lakosok száma | 4159 | 4114 | 3911 |
|               | 2017 | 2018 | 2023 |